# 本間憲
本間 憲（ほんま たかし、1960年〈昭和35年〉6月22日 - ）は、レプロエンタテインメントの代表取締役社長。元俳優の本間優二は実兄である。

## 略歴
九州国際大学付属高等学校卒業。
- 1980年、19歳の時にスカイコーポレーションに運転手兼雑用係として就職。兄のマネージャーとして活動。
- 1991年に芸能プロダクション会社のレヴィプロダクションズを設立。2006年に社名変更し、現在の株式会社レプロエンタテインメントの代表取締役社長に就任した。

## 出演
- ジューン・ブライド（1995年、TBS系）- 大仁田申 役